# Bitwa pod Ferozeshah
Bitwa pod Ferozeshah – starcie zbrojne, które miało miejsce w dniach 21–22 grudnia 1845 niedaleko wioski Ferozeshah w Pendżabie pomiędzy Wielką Brytanią i Sikhami. Brytyjczykami dowodził Hugh Gough oraz generalny gubernator Hardinge, Sikhami dowodził generał Lal Singh. Zwycięzcami w bitwie byli Brytyjczycy.